# Экстремальное пиво
Экстрема́льное пи́во (англ. extreme beer) — пиво, сильно отличающееся вкусом от традиционных сортов. В частности, это пиво с повышенным содержанием алкоголя, но иногда также с бо́льшим содержанием хмеля или солода.

## Термин
Термин был впервые введён Джимом Кохом (англ. Jim Koch) из американской пивоваренной компании Boston Beer Company в 2002 году для описания производимого компанией пива Sam Adams Tripple Bock крепостью 18 % — на тот момент самого крепкого пива в мире. Однако позднее термин был расширен и стал обозначать и некоторые другие отличия экстремального пива от традиционных сортов. Так, Джек Алворт указывал в качестве отличия экстремального пива не только повышенную крепость, но и повышенное содержание хмеля . Адем Тепеделе ещё больше расширил термин экстремального пива. По его мнению, такое пиво должно изготавливаться из всё тех же четырёх компонентов, которые прописаны в немецком Законе о чистоте пива 1516 года (воды, солода, хмеля и дрожжей), но при этом концентрация некоторых или всех из них существенно превышает обычные показатели, что приводит к получению необычного вкуса. Сэм Каладжоне дал неконкретное, но весьма поэтическое описание термина экстремальное пиво, написав, что это такое пиво, которое «раздвигает границы пивоварения».

## Гонка за крепостью
После появления термина экстремальное пиво в 2002 конкуренты компании Boston Beer Company также начали использовать его для описания создаваемых ими сортов (первоначально это касалось только сверхкрепкого пива). В 2003 году другая американская пивоварня Dogfish Head Brewery выпустила своё экстремальное пиво 120 Minutes IPA с такой же крепостью 18 %. В 2009 году на рынке появилось пиво от компании Voodoo Brewery Black Magic крепостью 15 %, в 2013 году компания DuClaw Brewing Company создала пиво Colossus крепостью 17,3 %. Сверхкрепкие сорта стали появляться и за пределами США — в феврале 2009 года немецкая пивоваренная компания Schorschbräu представила марку Schorschbock крепостью 40 %, в последующие несколько лет с этой пивоварней соперничала шотландская компания BrewDog, но по состоянию на 2021 год победу в гонке за крепостью одержала другая шотландская пивоварня Brewmeister, начавшая варить с 2013 года пиво Snake Venom крепостью 67,5 %.

## Сорта
Первоначально термин экстремальное пиво использовалось для описания сверхкрепкого пива, называемого также айсбок. Высокая крепость в таком пиве достигается с помощью дробного замораживания — процесса охлаждения пива до температуры замерзания воды. Затем удаляется лёд, а не замёрзшая часть, содержащая спирт, оставляется. Процесс повторяется многократно до тех пор, пока пиво не достигает нужной крепости. Позднее термин распространился и на другие сорта, в том числе ретроспективно — на существовавшие до его изобретения. В частности, он используется иногда для характеристики таких сортов, как индийский светлый эль, русский имперский стаут, барливайн, бельгийский крепкий светлый эль, квадрупель и ламбик.

## Производители
Экстремальное пиво обычно не производится крупными пивоваренными компаниями. Чаще всего они выпускаются небольшими крафтовыми пивоварнями, а также домашними пивоварами. Зачастую экстремальное пиво производится ограниченными тиражами, иногда делаются лишь одна — две варки. 